# 孙震 (中华民国将领)

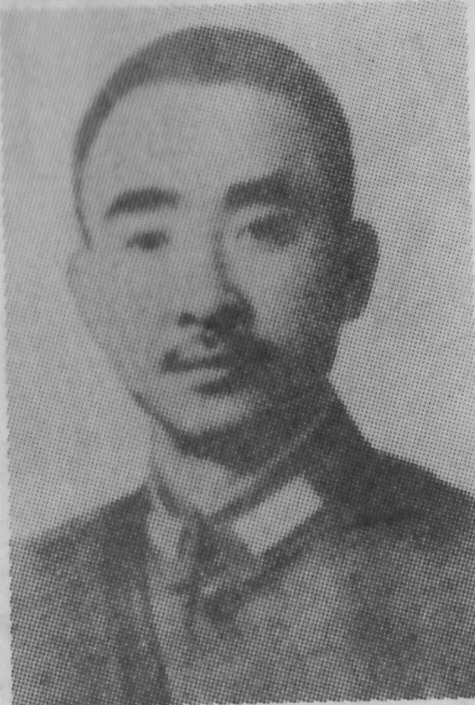
孫震

孫震（1892年2月5日—1985年9月9日），譜名定懋，後改名孫楙，再改名孫震，字德操，別號夢僧，男，祖籍浙江绍兴，生于四川，中華民國軍事人物。他是孫元良的叔父，秦漢的叔公。

## 生平

### 早年
孫震原籍浙江紹興楊家壠（今齊賢鎮），光緒十八年（1892年）出生於四川綿竹。宣統元年（1909年）進入西安陸軍第二中學堂就讀。之後加入中國同盟會。1912年，他進入保定陸軍軍官學校第一期步兵科就讀，1913年二次革命時，他在學業未完成的狀況下離校跟隨熊克武參加戰役。1914年加入四川陸軍第二師擔任排長一職，後來持續升為連長、營長。1917年升為騎兵旅第一團團長，後來又升任為旅長、師長、川西北屯殖軍司令（1933年）等職。1926年經姪兒孫元良介紹投效國民革命軍，擔任第二十九軍副軍長，參加北伐。1929年於四川成都成立樹德小學和樹德中學。1935年升任第二十九軍軍長。1936年2月25日被國民政府授予陸軍中將軍銜。1937年開辦高中。

### 中國抗日戰爭
1937年7月，中國抗日戰爭爆發。7月8日，川康軍事整理委員會在重慶召開第二次大會，主任委員何應欽宣布日軍在蘆溝橋挑釁經過，謂中日大戰已不可避免，與會人員聞之憤慨異常，第四十一軍軍長孫震當場請纓，願率所部出川，參加抗戰:5467。孫震與四川省主席劉湘一起出川，擔任第二十二集團軍副司令，在太原會戰後，1938年升任為第二十二集團軍總司令，後來奉令轉飭第四十一軍守衛滕縣，造就滕縣戰鬥的勝利，也使得之後的台兒庄會戰與徐州會戰獲得勝利。1939年5月，被授予陸軍上將軍銜。之後亦參與了隨棗會戰、棗宜會戰、豫西鄂北會戰等等戰役。

### 第二次國共內戰
1945年底，在平汉铁路南段受降的孙震的川军第22集团军改为第五绥靖区，司令官孙震，副司令董宋珩（保定二期的同学）、陈鼎勋、李宗昉，参谋长胡临聪
- 第41军（原川军第29军田颂尧部）
- 第45军（原川军第28军邓锡侯部）
- 第47军（原四川边防军李家钰部）
- 第69军（西北军，军长宋文和）
- 第10军（滇军，军长赵锡田）

1947年初整编时，按“三编二”标准，3个川军的军整编为2个整编师：
- 整编第41师：代师长陈宗进、1947年10月胡临聪
- 整编第47师：师长陈鼎勋兼。1946年9月初在豫鲁交界大黄集的定陶战役被晋冀鲁豫野战军歼灭2个旅。
- 整编第3师：第10军改编，师长赵锡田。1946年9月初在豫鲁交界大黄集的定陶战役被晋冀鲁豫野战军歼灭。

第69军拨归刘汝明部
1947年5月18日，参谋总长陈诚撤销第五绥靖区。5月26日，第五綏靖區奉令與陸軍總司令部鄭州指揮所合併，孫震繼范漢杰為鄭州陸軍指揮所主任:8361。称病回成都。直至1947年入冬才就职。指挥所副主任张世希，参谋长韩文源，副参谋长李循道，秘书长卢旭全，均为顾祝同的夹袋人物。1948年1月，经过顾祝同运作，把豫北的整编第41师、郑州的整编第47师，组建为整编第47军，军长孙元良（孙震的侄子，黄埔一期，时任重庆警备司令，与这支川军素无关系）。由于开封、许昌、洛阳相继被解放军攻占，郑州成为孤点，且顾祝同调任参谋总长，刘峙接任徐州剿总总司令官，孫震任徐州剿匪總司令部副總司令兼鄭州指揮所主任。1948年6月孙震通过顾的关系想要从郑州脱身，顾祝同在宜昌设立川鄂边区绥靖公署，孙震任華中剿匪總司令部副總司令兼川鄂邊區綏靖公署主任。郑州指挥所的顾系人物愿意去宜昌的都带去任职，如韩文源升任绥署副主任，李循道升任参谋长，要到了第301、第302师两个空番号自行组建。 1948年8月，整编师、旅改称军、师。整编第47军改为第16兵团，司令官孙元良，辖第41军、第47军。
1948年9月中旬，孙震抵达宜昌正式组建川鄂邊區綏靖公署：
- 主任孙震
- 副主任韩文源、董宋珩、李宗昉
- 参谋长李循道
- 副参谋长骆道源
- 秘书长陈宗进
- 办公室主任黄骏
- 第一处处长林肇戍
- 第二处处长柳树棠
- 第三处处长邬国贤
- 第四处处长覃毅武
- 总务处处长雷起鹏/黄耀南
- 政工处处长汤晶
- 军警宪特联合特种汇报秘书处主任杨振铎（军统）
- 督察室主任傅克仁
- 联勤第41补给分区主任欧阳家清
- 第235师师长潘清洲（前任川鄂湘黔绥靖公署主任潘文华之子）
- 第301师师长张则荪，组建中
- 第302师师长张子完，组建中
- 第60师师长易瑾，新编师，驻当阳。
- 第223师师长陈瑞鼎，新编师，驻兴山

1948年12月底，孙元良第16兵团在淮海战役被全歼。孙震电请蒋介石批准重建第41、第47军。蒋介石批示把这两个军在南京收容的士兵和新兵全部编给汤恩伯，官佐一律拨回宜昌交予孙震。
1949年1月，宋希濂指使第60师师长易瑾谎报解放军逼近宜昌，使得川鄂绥署撤退至三斗坪。宋希濂趁机控制了宜昌。
1949年2月，重庆绥靖公署主任张群希望孙震所部为其守住川东，指定万县为川鄂绥署驻地，划出川东的3个专区22个县为其绥靖区。孙震部遂脱离华中剿总白崇禧。孙元良在南京从蒋介石要来建军巨款，自任第41军军长，亲信旧部杨熙宇任第47军军长，带着这些班底到万县。孙震指定第41军驻万县，第301师新兵拨归，张则荪升任副军长；第47军驻丰都，第302师新兵拨归，张子完升任副军长。
1949年5月，重庆绥靖公署改称西南軍政長官公署，司令長官張群。孙震兼任副司令长官。为守住川东门户，张群把由豫、鄂、湘退入川的残余部队均划给孙震，加派范绍增、陈兰亭、孙元良、罗广文、陈鼎勋等任川鄂绥署副主任（副主任达到8人）。1949年秋川鄂绥署部队如下：
- 第41军军长孙元良，副军长张宣武
  - 第122师师长熊顺义
  - 第124师师长蔡钲
- 第47军军长严翊
  - 第125师师长裴元俊
  - 第127师师长袁国驯
- 第301师师长张则荪
- 第302师师长张子完
- 第235师师长潘清洲
- 独立纵队司令刘景素
- 战防炮营
- 警卫团团长陈伯光
- 第15兵团司令罗广文
  - 第108军军长罗广文兼
  - 第110军军长向敏思
- 第79军军长龚传文
  - 第179师师长朱济猛
  - 第140师师长赵鹤庭
- 第124军军长吴俊人
  - 第60师师长易瑾
  - 第223师师长陈瑞鼎
  - 新6师
- 湖北省绥靖总司令部（总司令朱鼎卿）第一、二、三绥靖分区的6个旅
- 第127军军长赵子立
- 联勤第41补给分区主任欧阳家清

1949年11月，解放军发动川东南战役。国防部发表组建第16兵团，孙元良为兵团司令，辖第41、第47、第79、第124军。1949年11月30日重庆解放，在成都的国防部长顾祝同指示孙震率部撤向川北，沿渠河布防，对重庆警戒。孙震率部撤向顺庆，把万县交给朱鼎卿。1949年12月随杨森的包机，携全家赴台。1949年12月21日，川鄂绥署与第16兵团的3个军10个师在什邡宣布起义。

### 台灣時期
1949年12月，隨國民政府，從四川到達台灣，1952年退役，後長期擔任總統府戰略顧問、光復大陸設計研究委員會委員、憲政研討委員會委員等職務。1985年9月9日病逝於台北，享年93歲。

## 著作
著有《八十年國事川事見聞錄》與《楙園隨筆》等書。

## 外部連結
- （英文）孫震個人資料 （页面存档备份，存于）